# 分子识别
分子识别指的是两个或更多个分子，通过非共价键的作用，产生特异性相互作用关系，如氢键、范德华力、金属配位、疏水性、π-π重叠、共振等。除了这些直接相互作用外，溶剂还可以在驱动分子识别的过程中起主要的间接作用。参与分子识别的宿主和客体表现出分子互补性。

## 生物系统
生物系统中，分子识别发挥着重要作用，如抗体对抗原的特异性防御、DNA与蛋白质结合成染色体，细胞膜上糖与蛋白质的结合、核糖核酸与染色体的协同工作等。
作用于肽链的抗生素是一种重要例子。万古霉素与细菌细胞中带有末端 D-丙氨酰-D-丙氨酸的肽链以五个氢键结合，使其无法用于构建细菌的细胞壁，这是其对细菌杀伤性的来源。

## 纳米识别
分子识别为合成纳米级元件带来了可能性。仿生聚合物（如拟肽）可用于识别较大的生物靶标（如蛋白质），并且聚合物可与荧光纳米材料共同建立大分子结构，作为用于光学蛋白识别和检测的合成抗体。

## 超分子系统
化学家已经证明可以设计出许多具有分子识别功能的人工超分子系统。
这种系统的最早例子之一是冠醚，其能够选择性地结合特定的阳离子。

## 静态与动态
分子识别可以分为静态分子识别和动态分子识别。静态分子识别类似于钥匙和钥匙孔之间的相互作用，它是主体分子和客体分子之间形成主客缔合物的 1:1 型配位反应。为了实现高级的静态分子识别，有必要建立特定于客体分子的识别位点。
在动态分子识别中，第一个客体与主体的结合，会影响第二个客体与第二结合位点的缔合常数，导致这个结合过程存在某种“合作”关系 。 在正变构系统（positive allosteric system）中，第一位客人的结合会增加第二位客人的结合常数。而对于负变构系统（negative allosteric system），第一个客体的结合降低了与第二个客体的缔合常数。这种类型的动态特性特别重要，因为它提供了调节生物系统中缔合方式的机制。动态分子识别可以通过构象校对机制，增强区分数个竞争靶标的能力。动态分子识别是一项研究热点，以用于功能强大的化学传感器和分子设备。

## 复杂性
一项基于分子模拟和顺应性常数的研究将分子识别描述为一种组织现象。即使对于像碳水化合物这样的小分子，假设每个氢键的强度都是已知的，也无法预测或设计识别过程。然而，正如 Mobley 等人总结的那样，对分子识别事件的准确预测需要超越客体和主体之间某一时刻的状态信息的静态快照。熵是热力学层面上驱动主客分子结合过程的关键因素，需要加以考虑以便更准确地预测识别过程。在单一缔合结构的静态快照中很少观察到熵。